# 莫松
莫松（法語：Mosson，法語發音：[mɔsɔ̃] ⓘ）是法国科多尔省的一个市镇，属于蒙巴尔区。

## 地理
莫松（47°55'6"N, 4°37'45"E）面积7.41 平方千米，位于法国勃艮第-弗朗什-孔泰大區科多尔省，该省份为法国中东部省份，北起奥布省，西接涅夫勒省和约讷省，南至索恩-卢瓦尔省，东南接汝拉省，东临上索恩省，东北部与上马恩省接壤。
与莫松接壤的市镇（或旧市镇、城区）包括：乌尔斯河畔伯朗、乌尔斯河畔普吕利、乌尔斯河畔布里永、肖蒙勒布瓦、马桑日。

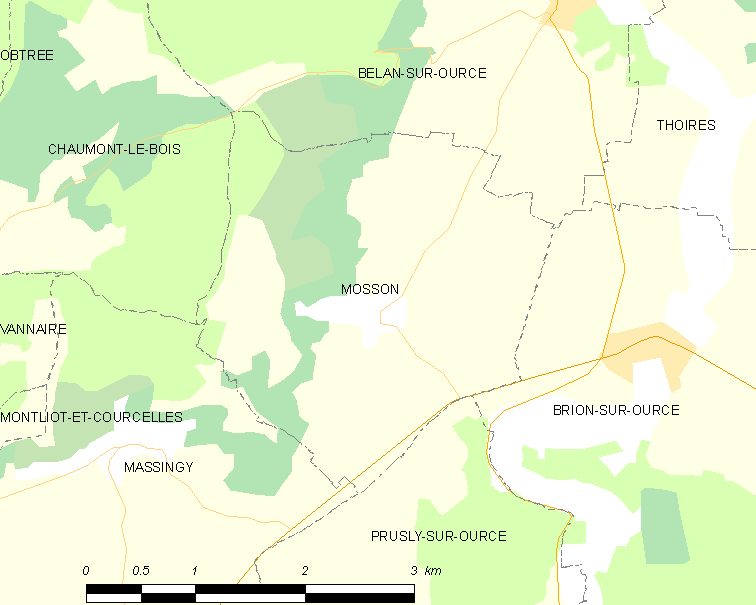
莫松的OSM定位图

莫松的时区为UTC+01:00、UTC+02:00（夏令时）。

## 行政
莫松的邮政编码为21400，INSEE市镇编码为21444。

## 政治
莫松所属的省级选区为塞纳河畔沙蒂永县。

## 人口

1962-2008年间莫松人口变化图示

莫松于2022年1月1日时的人口数量为68人。